# 马利亚诺阿尔皮
马利亚诺阿尔皮（義大利語：Magliano Alpi），是意大利库内奥省的一个市镇。总面积32平方公里，人口2205人，人口密度68.9人/平方公里（2009年）。ISTAT代码为004114。

## 友好城市
- 阿根廷Etruria（西班牙语：Etruria (Córdoba)） 2008年